# کنجی آرای
کنجی آرای (انگلیسی: Kenji Arai؛ زادهٔ ۱۹ مهٔ ۱۹۷۸) بازیکن فوتبال اهل ژاپن است.
از باشگاه‌هایی که در آن بازی کرده‌است می‌توان به باشگاه فوتبال هوم یونایتد و باشگاه فوتبال آلبیرکس نیگاتا اشاره کرد.